# Masteria petrunkevitchi
Masteria petrunkevitchi is een spinnensoort in de taxonomische indeling van de Dipluridae.
Het dier behoort tot het geslacht Masteria. De wetenschappelijke naam van de soort werd voor het eerst geldig gepubliceerd in 1964 door Arthur M. Chickering.